# Caius Claudius Pulcher (consul en -177)
Pour les articles homonymes, voir Caius Claudius Pulcher.
Caius Claudius Pulcher est un homme politique de la République romaine, sénateur, du IIe siècle av. J.-C.
Membre de la gens Claudia, Caius, ou Gaius, Claudius Pulcher est le fils d'Appius Claudius Pulcher, qui est consul en 212 av. J.-C. Il a deux frères : Appius Claudius Pulcher et Publius Claudius Pulcher.
Il devient augure en 195 av. J.-C., préteur en 180 av. J.-C. puis est élu au consulat en 177 av. J.-C., avec Tiberius Sempronius Gracchus, dit l'Ancien comme collège. Il combat les Istriens mais rentre à Rome sans victoire : il se serait plus occupé de grandes et fastueuses cérémonies en Istrie plutôt que des batailles. Toutefois, il repart pour l'Istrie et vainc les Istriens, puis reprend Mutina aux Ligures d'Italie ; il est autorisé à célébrer un double triomphe à Rome.
Après son consulat, en 169 av. J.-C., il devient censeur, également avec Tiberius Sempronius Gracchus, dit l'Ancien, comme collègue. Pendant leur censure, ils se montrent particulièrement rigoureux : ils éliminent de l'ordre équestre des citoyens dont ils estiment qu'ils ne remplissent pas, ou plus, les conditions ; ils décident que les publicains qui avaient participé aux adjudications de marchés publics lors de la censure précédente ne pourraient participer à nouveau à ces opérations. Poussé par les mécontents, un tribun de la plèbe les poursuit devant les comices centuriates. Il apparut vite que Claudius Pulcher, jugé en premier, risquait d'être condamné. C'est alors que Sempronius Gracchus déclara par un serment solennel que, si son collègue était condamné (à l'exil), il s'exilerait aussi, sans attendre son propre jugement. L'affaire n'alla pas plus loin.
Il est envoyé par la suite en 167 av. J.-C. en ambassade en Macédoine mais meurt la même année.
Il est le père d'au moins un fils, Appius Claudius Pulcher.